# Alexandre Krohn
Pour les articles homonymes, voir Krohn et Krein.
Alexandre Alexandrovitch Krohn (en russe : Александр Александрович Крон) de son vrai nom Krein, né le 30 juin 1909 (13 juillet dans le calendrier grégorien) à Moscou et mort le 24 février 1983 dans la même ville, est un écrivain et dramaturge soviétique,.

## Biographie
Fils de compositeur Alexandre Kreïn, Alexandre Krohn naît le 13 juillet 1909 à Moscou.
Pendant la guerre civile russe, il s'est trouvé dans un établissement correctionnel pour enfants situé dans le district Sokolniki. Cette expérience lui inspirera sa première pièce de théâtre Fusil № 492116 (1930). 
En 1930, il est diplômé du département de philologie de la Faculté d'histoire et de philologie de l'Université d'État de Moscou. Sa pièce Fusil n° 492116est mise en scène et jouée avec succès à Leningrad en 1930. En tant qu'étudiant, 
En 1930-1931, Kron vit à Bakou, il écrit ensuite une pièce sur la vie des ouvriers pétroliers de Bakou, Prospection profonde (1941), et tout en travaillant sur la pièce, il s'est rendu dans des champs de pétrole en Azerbaïdjan.
En 1935, il écrit Le Lâche (sur la Révolution russe de 1905).
En 1939, Krohn rejoint le PCUS. Pendant la Grande Guerre patriotique, il a été instructeur au département politique, ainsi qu'instructeur et correspondant de guerre au département politique de la Flotte de la Baltique. Il sert à Kronstadt, y édite le journal de la formation sous-marine Dozor et participe également à des opérations navales. En collaboration avec Vsevolod Vichnevski et Vsevolod Azarov, il écrit la pièce Raskinulos more chiroko…, dont la première représentation a lieu le 7 novembre 1942 dans le seul théâtre de comédie musicale en activité à l'époque à Léningrad assiégée.
Pendant la guerre avec le Japon, il fut envoyé dans l'océan Pacifique.
Après la guerre, il enseigne à l'Institut littéraire. Il fut l'un des premiers à remarquer le talent de Victor Rozov. Il publie un livre d'essais sur son voyage en Indonésie(1961). Il a également fait les traductions, traduisant notamment les pièces de la dramaturge lettone Anna Braudele Nouveaux colons et Institutrice Straume, et comme mémorialistes - il est auteur des biographies d'
Olga Bergholtz, Alexander Tvardovski, Emmanuil Kazakevitch, Vsevolod Ivanov, Iouri Krymov, l'acteur Mikhaïl Astangov. et d'autres contemporains.
À la fin des années 1970, s'éloignant du thème naval, dont il était l'un des deux principaux auteurs avec Stein, Krohn publie un roman sur la vie des scientifiques, Insomnie.
À la fin de sa vie, il tomba gravement malade et fut victime de trois crises cardiaques.
Décédé le 26 février 1983, Alexandre Krohn est enterré au cimetière de Kountsevo de Moscou.

## Œuvres

### Dramaturgie
- 1930 : Fusil № 492116 (histoire de rééducation d'un groupe d'adolescents délinquants)
- 1935 : Le Lâche (histoire de révolution de 1905)
- 1937 : Notre arme
- 1941 : Prospection profonde
- 1942 : Raskinulos more chiroko… (comédie musicale coécrite avec Vsevolod Vichnevski)
- 1943 : Officier de la marine
- 1945 : Second souffle
- 1950 : Candidat du parti

### Romans
- 1965 : La Maison et le bateau
- 1977 : L'Insomnie[4]

### Nouvelles
- 1961 : En mer et au mouillage (На ходу и на якоре)
- 1969 : Problème éternel (Вечная проблема)
- 1984 : Capitaine de la marine (Капитан дальнего плавания) (consacré à Alexandre Marinesko)